# Oreolais
Oreolais és un gènere d'ocells de la família dels cisticòlids (Cisticolidae). Les dues espècies d'aquest gènere es distribueixen per l'Àfrica.

## Taxonomia
Anteriorment, aquest gènere estava classificat dins del gènere Apalis i està relacionat amb Urolais, Schistolais i Artisornis (Nguembock et al. 2008).
Segons la Classificació del Congrés Ornitològic Internacional (versió 15.1, 2025) aquest gènere conté dues espècies:
- Oreolais pulcher - apalis de collar negra.
- Oreolais ruwenzorii - apalis del Rwenzori.